# Seznam ústavních soudců Republiky Slovinsko
Ústavní soud Republiky Slovinsko se skládá z devíti soudců, které z řad právních odborníků volí na devítileté období Státní shromáždění na návrh prezidenta republiky.  Platí, že ústavní soudci nemohou být opětovně zvoleni a svoji funkci vykonávají i po uplynutí doby, pokud noví soudci ještě nebyli zvoleni. Předčasně může funkce ústavního soudce skončit zproštěním, pokud o to soudce sám požádá, je mu uložen trest odnětí svobody pro trestný čin nebo je trvale neschopný zastávat funkci.
Soudci Ústavního soudu skládají slib, který zní: „Přísahám na svou čest, že budu soudit v souladu s ústavou, právem a svým svědomím a že budu všemi svými silami hájit principy ústavnosti, zákonnosti a chránit lidská práva a základní svobody.“

## Předsedové Ústavního soudu
|     | Jméno                                                  | Počátek funkce    | Konec funkce      | Reference   |
| --- | ------------------------------------------------------ | ----------------- | ----------------- | ----------- |
| 1.  | dr. Peter Jambrek                                      | 25. červen 1991   | 24. duben 1994    | [ 5 ]       |
| 2.  | dr. Tone Jerovšek                                      | 25. duben 1994    | 24. duben 1997    | [ 5 ]       |
| 3.  | dr. Lovro Šturm                                        | 25. duben 1997    | 30. říjen 1998    | [ 5 ]       |
| 4.  | Franc Testen                                           | 11. listopad 1998 | 10. listopad 2001 | [ 5 ]       |
| 5.  | Prof. dr. Dragica Wedamová Lukićová, univ. dipl. prav. | 11. listopad 2001 | 10. listopad 2004 | [ 5 ] [ 6 ] |
| 6.  | Prof. dr. Janez Čebulj                                 | 11. listopad 2004 | 10. listopad 2007 | [ 5 ]       |
| 7.  | Jože Tratnik                                           | 11. listopad 2007 | 10. listopad 2010 | [ 5 ]       |
| 8.  | Prof. dr. Ernest Petrič                                | 11. listopad 2010 | 10. listopad 2013 | [ 7 ]       |
| 9.  | mag. Miroslav Mozetič                                  | 11. listopad 2013 | 30. říjen 2016    | [ 8 ]       |
| 10. | doc. dr. Jadranka Sovdatová                            | 31. říjen 2016    | dosud             | [ 9 ]       |

## Soudci Ústavního soudu
Soudci jsou seřazeni podle data počátku funkce.
|     | Jméno                                                  | Počátek funkce    | Konec funkce      | Reference          |
| --- | ------------------------------------------------------ | ----------------- | ----------------- | ------------------ |
| 1.  | Ivan Tavčar                                            | 25. červenec 1983 | 24. červenec 1991 | [ 10 ]             |
| 2.  | Janko Česnik                                           | 25. červenec 1983 | 24. červenec 1991 | [ 10 ]             |
| 3.  | dr. Janez Šinkovec                                     | 9. leden 1990     | 8. leden 1998     | [ 10 ]             |
| 4.  | dr. Lovro Šturm                                        | 30. říjen 1990    | 19. prosinec 1998 | [ 10 ]             |
| 5.  | dr. Peter Jambrek                                      | 30. říjen 1990    | 19. prosinec 1998 | [ 10 ]             |
| 6.  | dr. Anton Perenič                                      | 30. říjen 1990    | 30. září 1992     | [ 10 ]             |
| 7.  | dr. Tone Jerovšek                                      | 30. říjen 1990    | 19. prosinec 1998 | [ 10 ]             |
| 8.  | mag. Matevž Krivic                                     | 30. říjen 1990    | 19. prosinec 1998 | [ 10 ]             |
| 9.  | mag. Janez Snoj                                        | 12. únor 1992     | 31. březen 1998   | [ 5 ]              |
| 10. | dr. Lojze Ude                                          | 25. květen 1993   | 24. květen 2002   | [ 5 ]              |
| 11. | dr. Boštjan M. Zupančič                                | 25. květen 1993   | 31. říjen 1998    | [ 5 ]              |
| 12. | Franc Testen                                           | 25. květen 1993   | 24. květen 2002   | [ 5 ]              |
| 13. | dr. Miroslava Gečová Korošecová                        | 9. leden 1998     | 1. říjen 2000     | [ 5 ]              |
| 14. | Prof. dr. Dragica Wedamová Lukićová, univ. dipl. prav. | 1. duben 1998     | 31. březen 2007   | [ 5 ] [ 6 ] [ 11 ] |
| 15. | Prof. dr. Janez Čebulj                                 | 31. říjen 1998    | 27. březen 2008   | [ 5 ] [ 12 ]       |
| 16. | Lojze Janko                                            | 31. říjen 1998    | 30. říjen 2007    | [ 5 ]              |
| 17. | Prof. dr. Mirjam Škrková                               | 31. říjen 1998    | 27. březen 2008   | [ 5 ] [ 13 ]       |
| 18. | Milojka Modrijan                                       | 1. listopad 1998  | 20. listopad 2007 | [ 5 ]              |
| 19. | Prof. dr. Zvonko Fišer                                 | 18. prosinec 1998 | 27. březen 2008   | [ 5 ] [ 14 ]       |
| 20. | Prof. dr. Franc Grad                                   | 1. duben 2007     | 31. leden 2008    | [ 5 ] [ 15 ]       |
| 21. | Prof. dr. Ciril Ribičič                                | 19. prosinec 2000 | 18. prosinec 2009 | [ 5 ] [ 16 ]       |
| 22. | Jože Tratnik                                           | 25. květen 2002   | 15. červenec 2011 | [ 5 ]              |
| 23. | mag. Marija Krisperová Krambergerová                   | 25. květen 2002   | 13. září 2010     | [ 5 ] [ 17 ]       |
| 24. | mag. Miroslav Mozetič                                  | 31. říjen 2007    | 30. říjen 2016    | [ 5 ]              |
| 25. | mag. Marta Klampferová                                 | 20. listopad 2007 | 19. listopad 2016 | [ 5 ]              |
| 26. | Doc. dr. Mitja Deisinger                               | 27. březen 2008   | 26. březen 2017   | [ 5 ] [ 18 ]       |
| 27. | Jasna Pogačarová                                       | 27. březen 2008   | 26. březen 2017   | [ 5 ]              |
| 28. | Jan Zobec                                              | 27. březen 2008   | 26. březen 2017   | [ 5 ]              |
| 29. | Prof. dr. Ernest Petrič                                | 25. duben 2008    | 24. duben 2017    | [ 5 ] [ 19 ]       |
| 30. | mag. Jadranka Sovdatová                                | 19. prosinec 2009 | doposud           | [ 5 ]              |
| 31. | Doc. dr. Etelka Korpičová-Horvatová                    | 28. září 2010     | doposud           | [ 20 ]             |
| 32. | Dr. Dunja Jadeková Pensová                             | 15. červenec 2011 | doposud           | [ 21 ]             |
| 33. | doc. dr. Špelca Mežnarová                              | 11. říjen 2016    | doposud           | [ 5 ]              |
| 34. | Marko Šorli                                            | 20. listopad 2016 | doposud           | [ 5 ]              |
| 35. | akad. prof. dr. Marijan Pavčnik                        | 27. březen 2017   | doposud           | [ 5 ]              |
| 36. | prof. dr. Matej Accetto                                | 27. březen 2017   | doposud           | [ 5 ]              |
| 37. | DDr. Klemen Jaklič                                     | 27. březen 2017   | doposud           | [ 5 ]              |
| 38. | prof. dr. Rajko Knez                                   | 25. duben 2017    | doposud           | [ 5 ]              |